# Cereophagus
Cereophagus is een geslacht van vlinders van de familie van de grasmotten (Crambidae), uit de onderfamilie van de Glaphyriinae. De wetenschappelijke naam en de beschrijving van dit geslacht werden voor het eerst in 1922 gepubliceerd door Harrison Gray Dyar Jr.. 
Dit geslacht is monotypisch, dat wil zeggen dat het maar één soort heeft namelijk Cereophagus futilalis Dyar, 1922, die ook als typesoort is aangeduid.